# Королевская площадь (Барселона)
Королевская площадь (исп. Plaza Real, кат. Plaça Reial) — площадь в Готическом квартале Барселоны.

## Описание
Площадь была построена в XIX веке по проекту Франсеска Даниэля Молина и Касамахо. Ранее на этом месте находился старый монастырь капуцинов Санта-Мадрона, который сгорел в 1835 году. Площадь первоначально планировалось назвать «Площадью героев Испании», но по политическим мотивам она приобрела нынешнее название. В 1893 году на площади было совершено покушение на генерала Мартинеса де Кампоса анархистом. Фонари на площади созданы по дизайну Антонио Гауди.
В 1988 году Площадь Гарибальди в Мехико стала площадью-побратимом с Королевской площадью в Барселоне, в результате с 10 по 16 сентября 2008 года в Барселоне, в том числе и на самой площади, прошла мексиканская неделя.
Площадь является местом притяжения для большого количества горожан. Проводятся многочисленные музыкальные и танцевальные фестивали. Здесь расположено множество кафе, ресторанов и баров.
В Готическом квартале есть также площадь, которая называется Площадь Короля (кат. Plaça del Rei), и существует она с XIV века. Её иногда путают с Королевской площадью.

## Транспорт
Метро — станция Лизеу (Liceu).

## Галерея

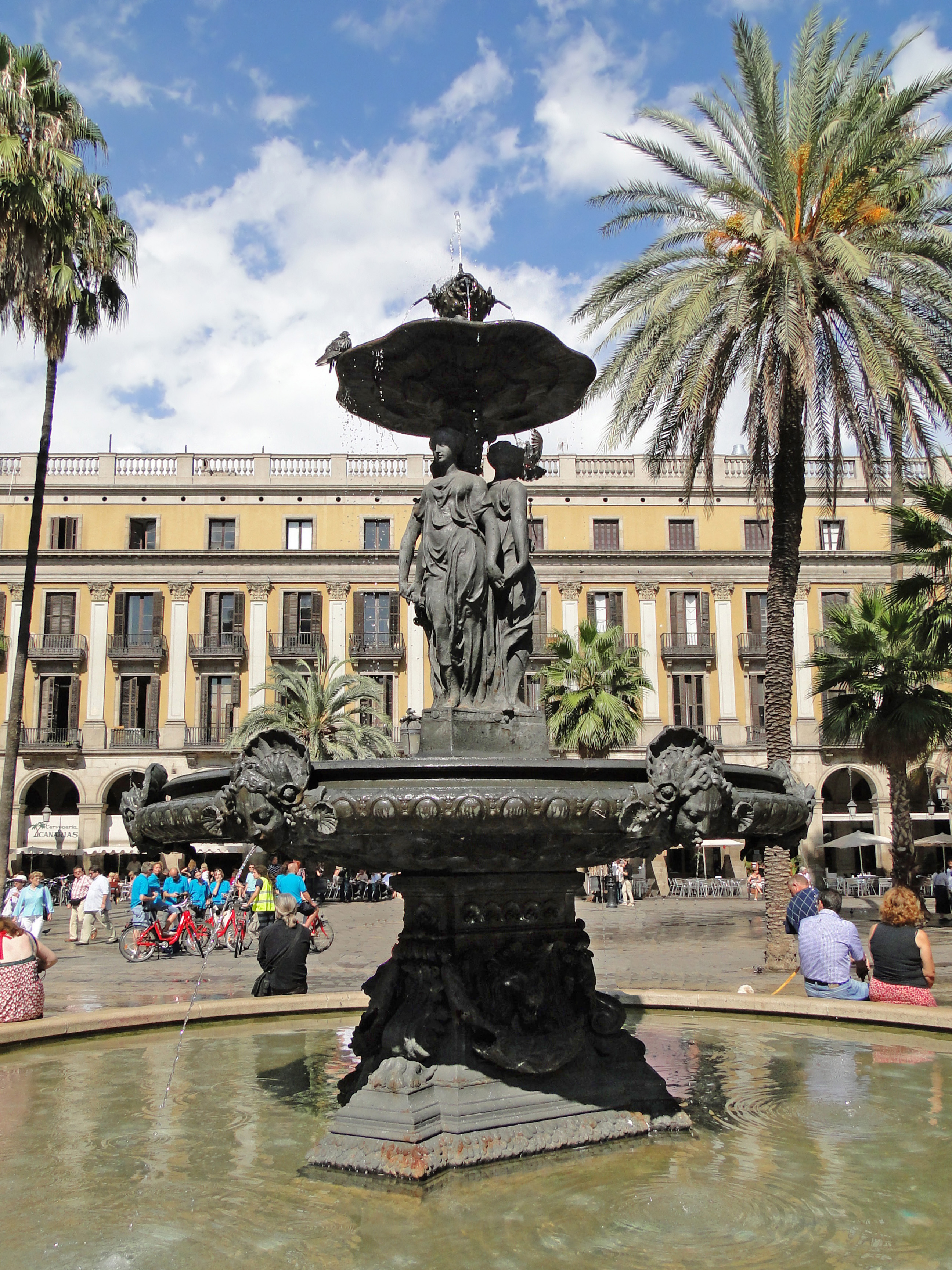
Фонтан "Три грации" (1876)
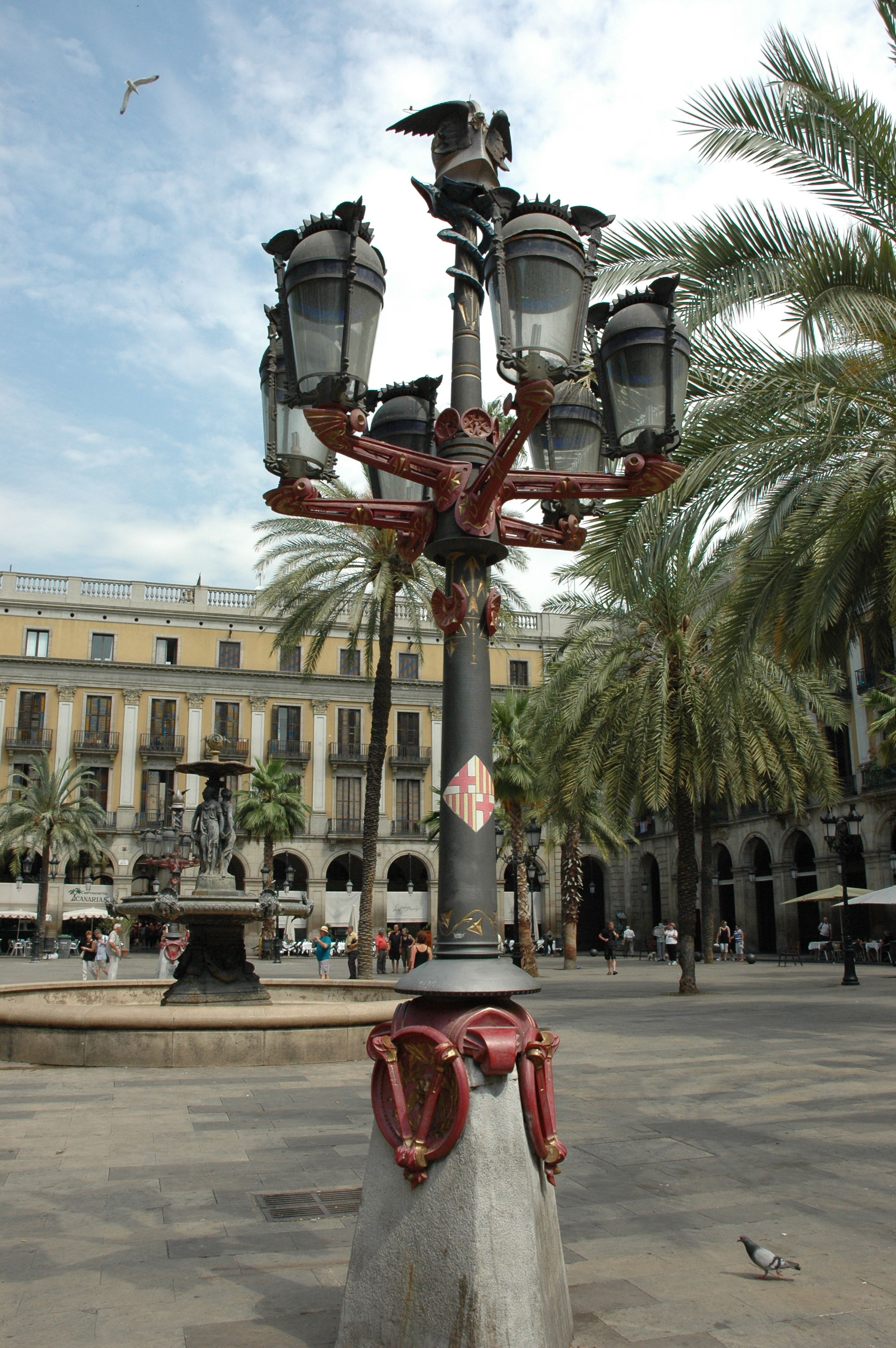
Фонарь Гауди.
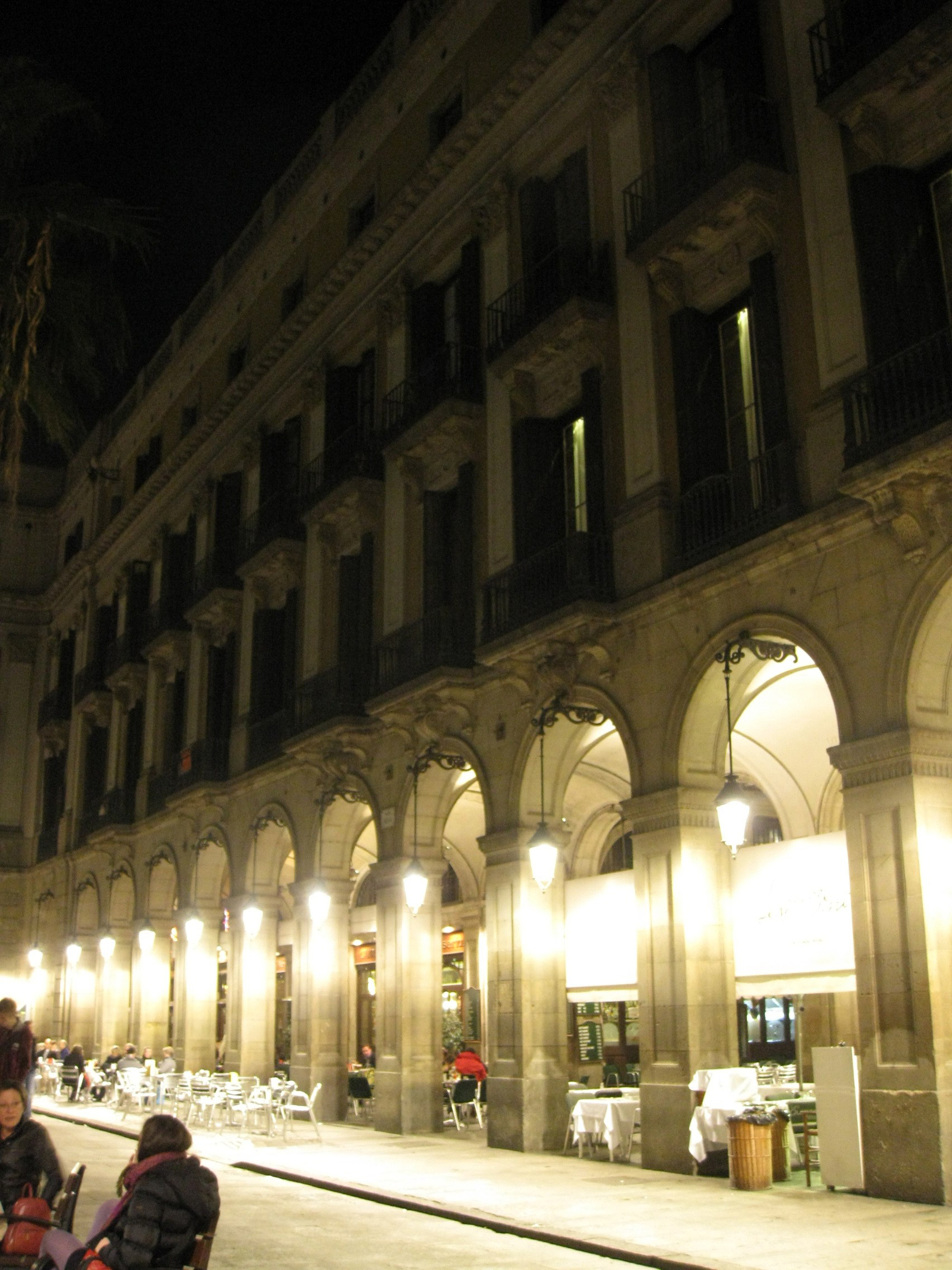
Площадь ночью
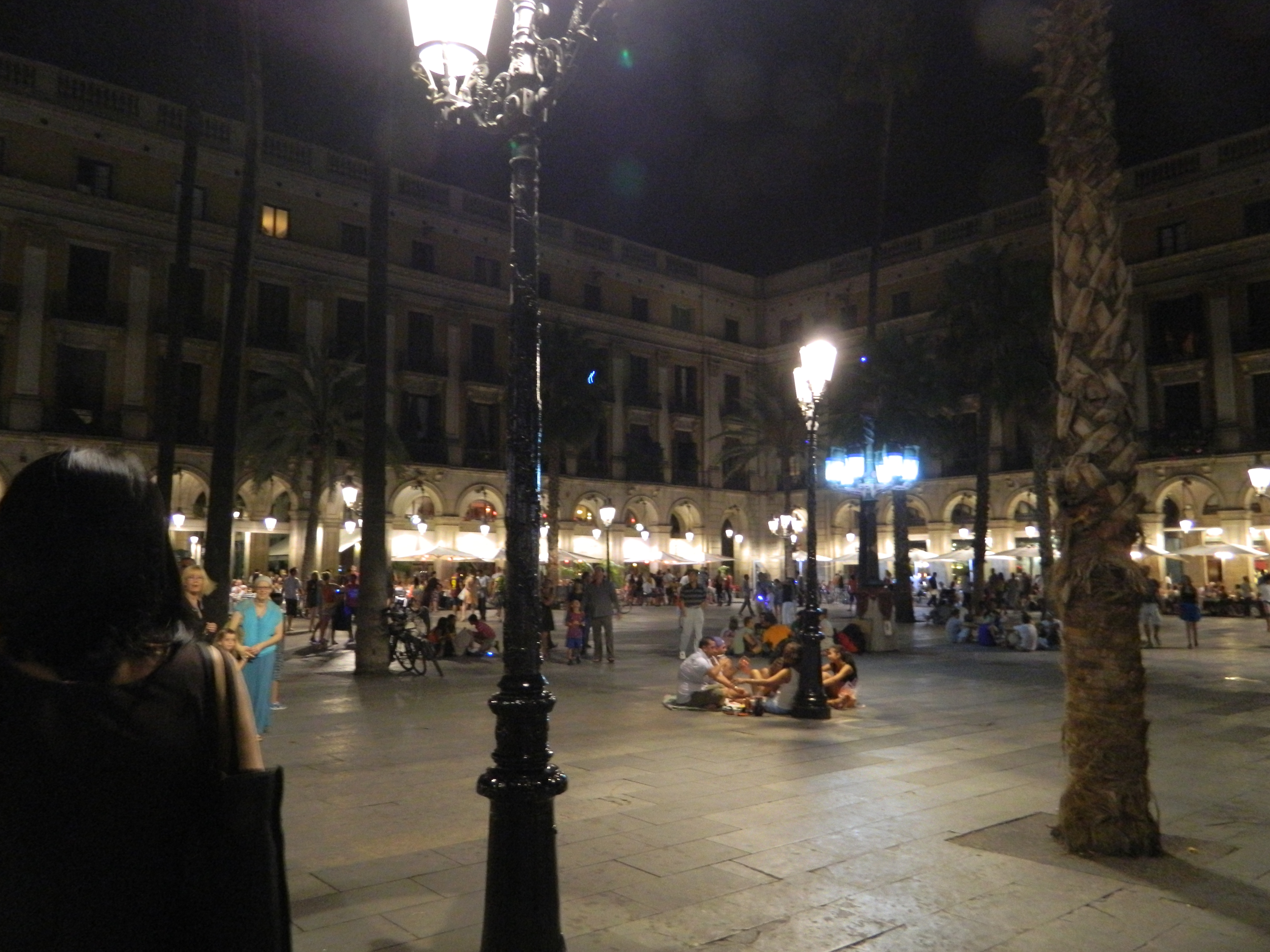
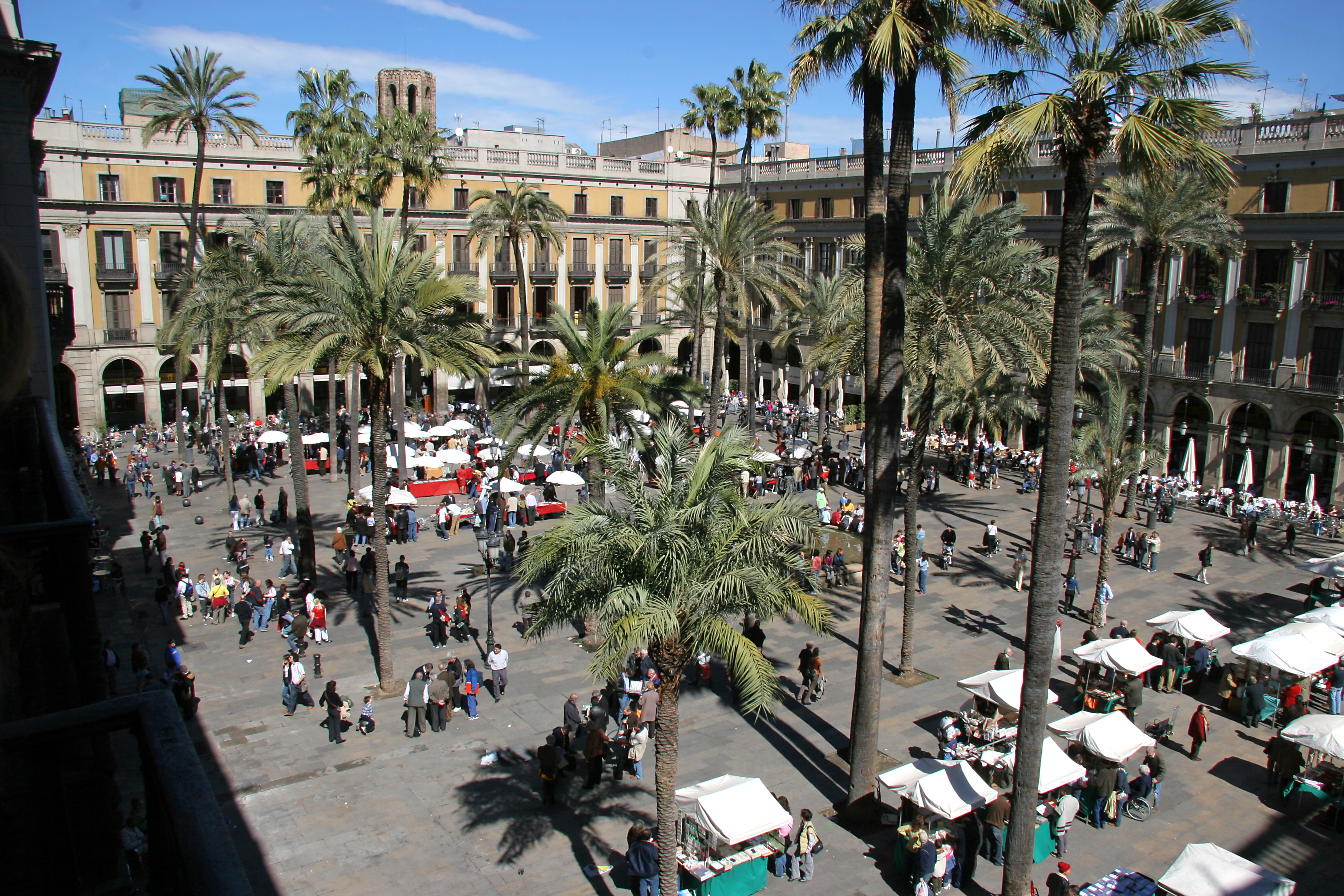
Площадь днём